# Liste des insectes d'Algérie
Cet article recense les insectes d'Algérie,,,,,,,.

## Classement alphabétique

### A
- Liste des abeilles d'Algérie
- Liste des araignées d'Algérie

### B
- Liste des blattes d'Algérie

### C
- Liste des charançons d'Algérie
- Liste des coccinelles d'Algérie
- Liste des cochenilles d'Algérie
- Liste des coléoptères d'Algérie
- Liste des criquets d'Algérie

### D
- Liste des demoiselles d'Algérie
- Liste des dermaptères d'Algérie
- Liste des dictyoptères d'Algérie
- Liste des diptères d'Algérie

### E
- Liste des éphémères d'Algérie
- Liste des éphéméroptères d'Algérie

### F
- Liste des fourmis d'Algérie

### G
- Liste des grillons d'Algérie
- Liste des guêpes d'Algérie

### H
- Liste des hémiptères d'Algérie
- Liste des hyménoptères d'Algérie

### L
- Liste des lépidoptères d'Algérie
- Liste des libellules d'Algérie

### M
- Liste des mantes d'Algérie
- Liste des mites d'Algérie
- Liste des mouches d'Algérie
- Liste des moustiques d'Algérie

### N
- Liste des névroptères d'Algérie

### O
- Liste des odonates d'Algérie
- Liste des orthoptères d'Algérie

### P
- Liste des papillons d'Algérie
- Liste des perce-oreilles d'Algérie
- Liste des phasmes d'Algérie
- Liste des phasmoptères d'Algérie
- Liste des phtiraptères d'Algérie
- Liste des plécoptères d'Algérie
- Liste des poux d'Algérie
- Liste des puces d'Algérie
- Liste des punaises d'Algérie

### S
- Liste des sauterelles d'Algérie
- Liste des scarabées d'Algérie
- Liste des siphonaptères d'Algérie

### T
- Liste des termites d'Algérie
- Liste des trichoptères d'Algérie
- Liste des thysanoures d'Algérie